# Mike Tindall
Michael James Tindall MBE (* 18. Oktober 1978 in Otley) ist ein ehemaliger englischer Rugby-Union-Spieler. Er spielte als Innendreiviertel für die englische Nationalmannschaft und Gloucester Rugby.

## Leben und Karriere
Tindall gab bei den Six Nations 2000 sein Debüt für England gegen Irland. Er gehörte bereits bei der Weltmeisterschaft 1999 zum Kader, kam jedoch nicht zum Einsatz. Beim Grand-Slam-Gewinn Englands bei den Six Nations 2003 spielte er eine zentrale Rolle mit dem spielentscheidenden Versuch gegen die Iren. Bei der folgenden Weltmeisterschaft spielte er in sechs von sieben Spielen und konnte am Ende des Turniers den Titelgewinn feiern.
Im Anschluss an diesen Erfolg verletzte er sich schwer und fiel für einige Zeit aus. Als er zurückkehrte, wurde er zum Vizekapitän der Nationalmannschaft ernannt. Es folgten erneute Verletzungen, sodass er sowohl die Weltmeisterschaft 2007 als auch die Six Nations 2008 verpasste.
Sein Vater Phil war Kapitän des lokalen Rugbyvereins Otley RUFC. Tindall ist seit dem 30. Juli 2011 mit Zara Phillips, der Tochter von Prinzessin Anne, verheiratet. Am 8. Juli 2013 verkündete der Buckingham Palace, dass das Paar 2014 sein erstes Kind erwarte. Die Tochter Mia Grace kam am 17. Januar 2014 im Gloucestershire Royal Hospital zur Welt. Am 29. November 2016 wurde die zweite Schwangerschaft seiner Frau bekanntgegeben. Einen Monat später erfuhr die Öffentlichkeit, dass Zara Phillips eine Fehlgeburt erlitten hatte. Am 18. Juni 2018 wurde er mit seiner Frau Vater einer zweiten Tochter, Lena Elizabeth Tindall. Am 21. März 2021 kam ihr Sohn Lucas Philip Tindall zur Welt.